# Molgula rima
Molgula rima är en sjöpungsart som beskrevs av Kott 1972. Molgula rima ingår i släktet Molgula och familjen kulsjöpungar. Inga underarter finns listade i Catalogue of Life.